# 1. deild karla 1978
Mùa giải 1978 của 1. deild karla là mùa giải thứ 24 của bóng đá hạng hai ở Iceland. Đây được xem là mùa giải duy nhất KR thi đấu bên ngoài hạng cao nhất.

## Bảng xếp hạng
| Vị thứ | Đội        | Số trận | Thắng | Hòa | Thua | Bàn thắng | Bàn thua | Hiệu số | Điểm | Ghi chú                     |
| ------ | ---------- | ------- | ----- | --- | ---- | --------- | -------- | ------- | ---- | --------------------------- |
| 1      | KR         | 18      | 13    | 4   | 1    | 48        | 9        | +39     | 30   | Thăng hạng Úrvalsdeild 1979 |
| 2      | Haukar     | 18      | 8     | 5   | 5    | 28        | 24       | +4      | 21   | Thăng hạng Úrvalsdeild 1979 |
| 3      | ÍBÍ        | 18      | 7     | 6   | 5    | 31        | 25       | +6      | 20   |                             |
| 4      | Þór A.     | 18      | 7     | 6   | 5    | 18        | 16       | +2      | 20   |                             |
| 5      | Reynir S.  | 18      | 7     | 4   | 7    | 22        | 21       | +1      | 18   |                             |
| 6      | Austri     | 18      | 6     | 6   | 6    | 17        | 21       | -4      | 18   |                             |
| 7      | Þróttur N. | 18      | 7     | 4   | 7    | 25        | 30       | -5      | 18   |                             |
| 8      | Fylkir     | 18      | 7     | 2   | 9    | 22        | 23       | -1      | 16   |                             |
| 9      | Ármann     | 18      | 5     | 2   | 11   | 21        | 33       | -12     | 12   | Xuống hạng 2. deild 1979    |
| 10     | Völsungur  | 18      | 2     | 3   | 13   | 18        | 48       | -30     | 7    | Xuống hạng 2. deild 1979    |

## Danh sách ghi bàn
| Cầu thủ               | Số bàn thắng | Đội bóng |
| --------------------- | ------------ | -------- |
| Sverrir Herbertsson   | 11           | KR       |
| Stefán Örn Sigurðsson | 10           | KR       |
| Bjarni Kristjánsson   | 7            | Austri   |
| Sigurður Indriðason   | 7            | KR       |
| Vilhelm Fredriksen    | 7            | KR       |
| Þráinn Ásmundsson     | 7            | Ármann   |